# Crysis 3
Crysis 3 é um videojogo de tiro em primeira pessoa produzido pela Crytek, e publicado pela Electronic Arts para Microsoft Windows, PlayStation 3 e Xbox 360 em Fevereiro de 2013. Revelado acidentalmente pela Electronic Arts, é o terceiro jogo principal da série Crysis e uma sequela directa de Crysis 2 de 2011 e usa o motor CryEngine 3.
Um dos jogos mais antecipados de 2013, Crysis 3 ganhou o prémio "Jogo Mais Valioso" da PC Gamer, "Melhor do Evento" pela Game Informer e "Melhor da E3" pela Electric Playground.

## Enredo
Os jogadores irão assumir o papel de Laurence Barnes (chamado de  Profeta, que "tomou" o corpo de Alcatraz), que regressa a Nova Iorque para descobrir que a cidade foi enclausurada numa Nanodome criada pela corrupta Cell Corporation. A Liberty Dome de Nova Iorque é uma floresta tropical cheia de árvores, pântanos densos e rios de correntes fortes. Dentro da Liberty Dome, sete ambientes distintos e traiçoeiros são conhecidos como "as Sete Maravilhas". Neste mundo perigoso que exige armamento e tácticas avançadas, Prophet vai recorrer a um arco letal, sua armadura avançada e tecnologia alienígena devastadora para se tornar o caçador mais mortífero do planeta.

## Desenvolvimento
Depois de Crysis 2 ter recebido muitas criticas dos jogadores de PC devido aparentemente aos sacrifícios a nível do design que o jogo tinha devido às limitações das consolas que possuíam um hardware mais antigo, o CEO da Crytek, Cevat Yerli disse que a versão para PC de Crysis 3 irá figuradamente "derreter os PCs" devido aos requerimentos de imagem muito elevados. A versão PC do jogo necessitará de um sistema operacional e de uma placa de vídeo compatível com DirectX 11.

### Beta
Uma versão fechada alpha do multijogador foi lançada a 31 de Outubro de 2012, para usuários escolhidos dos sites MyCrysis e Origin. O mapa "Museum" e o modo de jogo "Crash Site" foram usados na versão alpha. O teste começou a 2 de Novembro e terminou a 9 de Novembro de 2012. A beta pública para multijogador com dois mapas ("Museum" e "Airport") e dois modos de jogo ("Crash Site" e "Hunter") está disponível para Xbox 360, PlayStation 3 e PC. A beta começou a 29 de Janeiro de 2013 e deverá acabar a 12 de Fevereiro de 2013.

## Marketing
O realizador de cinema Albert Hughes foi comissionado para produzir The 7 Wonders of Crysis 3 (As Sete Maravilhas de Crysis 3), uma série de sete pequenos vídeos em que cada um mostra uma característica e aspecto do jogo.

### Edições Especiais
Ao fazer a pré-reserva de Crysis 3 os jogadores receberão a Hunter Edition que inclui acesso antecipado ao arco composto com os seus anexos no multiplayer, o fato Nanosuit Hunter, um aumento de XP até ao nível 5, uma capa para o arco e três colares militares exclusivos. Também se pode obter um dos três pacotes de pré-reserva:
- Stalker Pack:  inclui uma cópia do jogo, a Hunter Edition e acesso antecipado ao seguinte conteúdo para multiplayer: a Stalker Pack inclui a caçadeira semi-automática "Jackal". A caçadeira inclui um silenciador, uma capa personalizada e dois colares militares para usar em jogo.[15]
- Overkill Pack: inclui uma cópia do jogo, a Hunter Edition e acesso antecipado ao seguinte conteúdo para multiplayer: a Overkill Pack inclui a arma de assalto "Typhoon", que dispara 500 tiros por segundo, e uma capa personalizada e dois colares militares para usar em jogo.[15]
- Predator Pack: inclui uma cópia do jogo, a Hunter Edition e acesso antecipado ao seguinte conteúdo para multiplayer: a Predator Pack inclui a SMG "Feline" e uma capa exclusiva. A "Feline" é altamente eficiente e mortífera a curta distância.[15]